# Lloyd Spiegel
Lloyd Spiegel (Melbourne, 29 mei 1979) is een Australisch gitarist, zanger en songwriter.

## Biografie

### Jeugd
Spiegel werd op 29 mei 1979 geboren in de Victoriaanse hoofdstad Melbourne. Toen hij zes jaar oud was raakte hij geïnteresseerd in de bluesmuziek nadat hij een album van Sonny Terry en Brownie McGhee uit de platencollectie van zijn vader beluisterde. Dienvolgens nam zijn vader hem mee naar shows van Australische bluesartiesten zoals Dutch Tilders en Geoff Achison.
Toen Spiegel 10 jaar oud was, begon hij met optreden in bluesclubs in Melbourne en hij won tevens zijn eerste talentenjacht. Vier jaar later richtte hij een eigen band op genaamd Midnight Special, waar hij van 1993–1998 frontman van was. Toen Spiegel 15 jaar was produceerde hij zijn eerste cd. Een jaar later werd hij door zijn voorbeeld Brownie McGhee uitgenodigd om naar de Verenigde Staten te komen om in zijn band te spelen.

### Solocarrière
Sinds 1996 werkt Spiegel als soloartiest en speelt hij op festivals en theaterlocaties over de hele wereld, waaronder bijvoorbeeld tournees door Canada, de Verenigde Staten, Japan, Nieuw-Zeeland en Nederland. Sinds 2012 wordt Spiegel tijdens zijn Australische tournees vaak begeleid door drummer Tim Burnham, die ook verscheidene albums van hem te horen is. In 2019 voegde trombonist en zangeres Lisa Baird zich bij de show als permanent lid, nadat ze een aantal jaren als gastartiest had opgetreden bij de opnames en shows van Spiegel.
Sinds 2002 is Spiegel het gezicht van het grote Australische gitaarmerk Cole Clark Guitars. Hij heeft bijgedragen aan elk aspect van het onderzoek en de ontwikkeling van het bedrijf en heeft vier kenmerkende modelgitaren bij het bedrijf.